# Rufus
Rufus – imię męskie pochodzenia łacińskiego. Wywodzi się od słowa oznaczającego „rudowłosy”. Istniało kilkunastu świętych o tym imieniu. 
Rufus imieniny obchodzi: 14 czerwca, 27 sierpnia, 25 września, 7 listopada, 21 listopada, 28 listopada i 18 grudnia.
Święci
- Rufus z Damaszku, męczennik (zm. ?) – wspomnienie 25 września
- Rufus z Metzu (+ IV wiek), 9. biskup Metzu, patron kolarzy i grenadierów – wspomnienie 7 listopada, ale również 11 maja oraz 27 sierpnia
- Rufus z Awinionu, biskup – wspomnienie 14 listopada, również 8 i 19 kwietnia
- Rufus, syn Szymona z Cyreny – wspomnienie 21 listopada
- Rufus, męczennik rzymski – wspomnienie 28 listopada

Znane osoby noszące imię Rufus
- Rufus Frederick Sewell – brytyjski aktor teatralny, filmowy i telewizyjny.
- Rufus Wainwright – piosenkarz pochodzenia kanadyjsko-amerykańskiego
- Rufus Scrimgeour – postać z cyklu Harry Potter, w VI i VII tomie Minister Magii, wcześniej szef Biura Aurorów, zamordowany w VII tomie.